# Хожина
Хожина (пол. Chorzyna) — село в Польше, в гмине Осьякув Велюнского повета Лодзинского воеводства.
В 1975—1998 годах село принадлежало к Серадзского воеводства.

## Климат
Климат умеренный, мягкая зима и тёплое лето. Средняя температура в январе от −1 °C до −5 °C, в июле от +17 °C до +19 °C. Осадков 500—800 мм.

## Население
Демографическая структура по состоянию на 31 марта 2011 года:
|         | Всего | До трудоспособного возраста | Трудоспособного возраста | Старше трудоспособного возраста |
| ------- | ----- | --------------------------- | ------------------------ | ------------------------------- |
| Мужчины | 194   | 43                          | 132                      | 19                              |
| Женщины | 200   | 42                          | 104                      | 54                              |
| Всего   | 394   | 85                          | 236                      | 73                              |